# Бугер (лунный кратер)
Кратер Бугер (лат. Bouguer), не путать с кратером Бугер на Марсе, — небольшой молодой ударный кратер находящийся в южной части Моря Холода на видимой стороне Луны. Название присвоено в честь французского физика и астронома, основателя фотометрии Пьера Буге́ра (1698—1758) и утверждено Международным астрономическим союзом в 1935 г. Образование кратера относится к коперниковскому периоду.

## Описание кратера
Ближайшими соседями кратера являются кратер Гарпал на западе; кратер Ла Кандамини на востоке-северо-востоке; кратер Мопертюи на юго-востоке; кратер Бьянкини на юге и кратер Фуко на юго-западе. На юго-востоке от кратера находятся горы Юра. Селенографические координаты центра кратера 52°19′ с. ш. 35°49′ з. д. / 52,32° с. ш. 35,82° з. д., диаметр 22,2 км, глубина 3,21 км.
Кратер имеет полигональную форму с выступами в восточной, северо-северо-западной и юго-западной частях. Кромка вала четко очерчена. Высота вала над окружающей местностью 810 м, объем кратера составляет приблизительно 300 км³. В восточной части внутреннего склона видны следы обрушения. Дно чаши кратера имеет диаметр вполовину меньший диаметра кратера, сравнительно ровное и без приметных структур.
Кратер Бугер включен в список кратеров с яркой системой лучей Ассоциации лунной и планетарной астрономии (ALPO).

## Сателлитные кратеры
| Бугер | Координаты                                            | Диаметр, км |
| ----- | ----------------------------------------------------- | ----------- |
| A     | 52°37′ с. ш. 33°53′ з. д. / 52,61° с. ш. 33,89° з. д. | 7,4         |
| B     | 53°22′ с. ш. 33°04′ з. д. / 53,36° с. ш. 33,07° з. д. | 8,0         |